# جريجوري توردا
جريجوري توردا (بالرومانية: Grigore Turda)‏ هو لاعب كرة قدم روماني في مركز الدفاع، ولد في 30 يوليو 1997 في Sighetu Marmației ‏ في رومانيا. لعب مع سي إس باندوري تارغو جيو.

## وصلات خارجية
- جريجوري توردا على موقع قاعدة بيانات كرة القدم.إي يو (الإنجليزية)
- جريجوري توردا على موقع Soccerway.com (الإنجليزية)